# Pothos (mythologie)

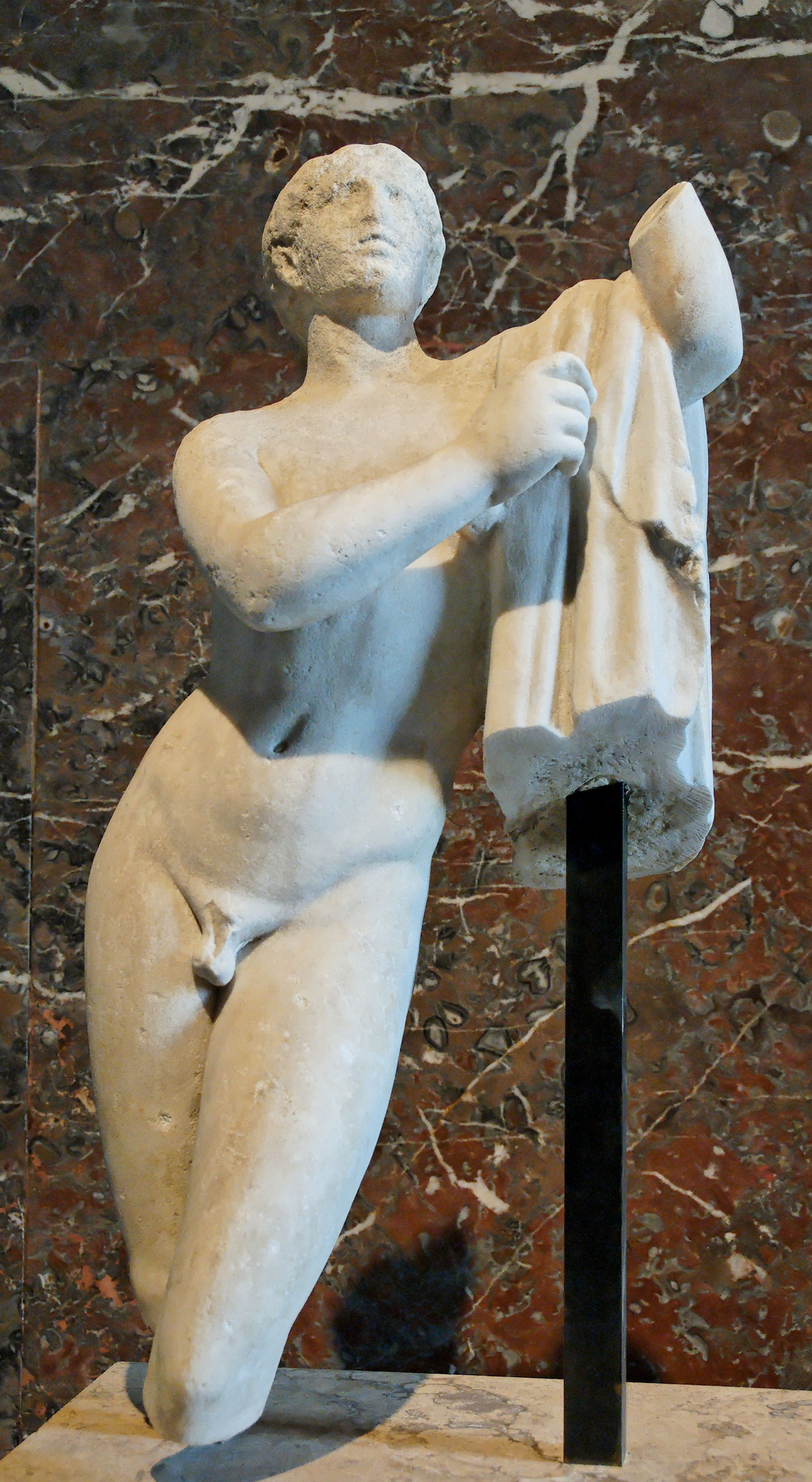
Beeld van Pothos.

Pothos (Oudgrieks Πόθος / Póthos - "verlangen") was een broer van Eros.
In de overlevering bij Apuleius trok Eros zich nadat hij uiteindelijk gelukkig getrouwd was met Psyche terug van de aarde. Hij liet zijn broer Pothos de heerschappij over de mensenharten na.
In de Griekse mythologie is met de naam Pothos een godheid (eroten) bekend die de erotische lust voor iets buiten onze mogelijkheden verpersoonlijkte. Pothos was een zoon van Eros en de godin Aphrodite of, volgens een andere traditie, de zoon van Zephyrus en de godin Iris. Zijn broers waren Himeros en Anteros. Pothos wilde een van de begeleidende "liefdes" van Aphrodite worden, een doel dat hij niet kon bereiken.